# Lonely Street
Lonely Street è un singolo della rock band statunitense Kansas, pubblicato nel 1974, incluso nell'album Song America.

## Composizione
Questo brano della band americana è noto soprattutto per l'assolo, suonato con due chitarre.